# (1540) Кевола
(1540) Кевола (фин. Kevola) — астероид из группы главного пояса. Был открыт 16 ноября 1938 года финской женщиной-астрономом Лийси Отерма в обсерватории Турку и назван в честь обсерватории Кевола и одноимённого города.

Орбита астероида Кевола и его положение в Солнечной системе
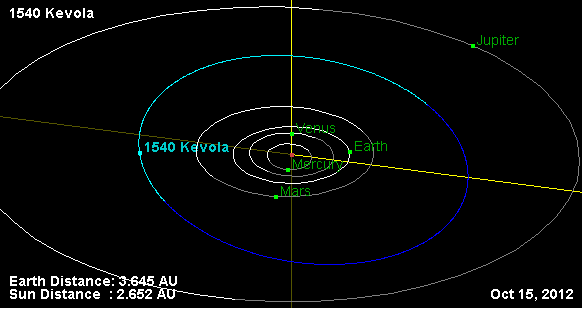
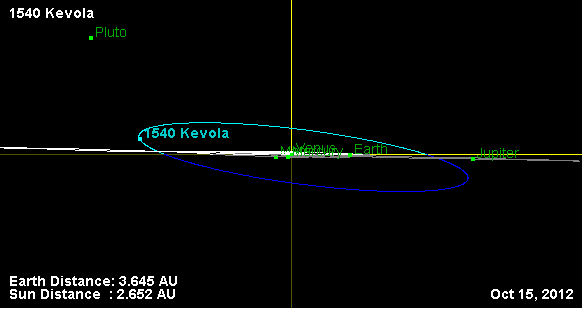